# Campeonato Brasileiro Feminino de Xadrez de 1959
O Campeonato Brasileiro Feminino de Xadrez de 1959 foi a 3ª edição da principal competição nacional feminina do esporte. A disputa foi realizada na cidade do Rio de Janeiro, entre 22 e 28 de setembro 1959. Taya Efremoff tornou-se bicampeã.

## Tabela de Resultados
A competição foi jogada no sistema de todas contra todas em dois turnos.
| N° | Jogadora          | Estado | 1   | 2   | 3   | 4   | Total |
| -- | ----------------- | ------ | --- | --- | --- | --- | ----- |
| 1  | Taya Efremoff     | SP     | --  | 1 1 | 1 1 | 1 1 | 6     |
| 2  | Dora Rúbio        | SP     | 0 0 | --  | 1 1 | 1 1 | 4     |
| 3  | Eunice de Aquino  | DF     | 0 0 | 0 0 | 1 ½ | --  | 3½    |
| 4  | Noemi de Oliveira | DF     | 0 0 | 0 0 | --  | 0 ½ | ½     |